# Gyrinus schoenfelderi
Gyrinus schoenfelderi is een keversoort uit de familie van schrijvertjes (Gyrinidae). De wetenschappelijke naam van de soort is voor het eerst geldig gepubliceerd in 1954 door Ochs.